# Obična američka tuja
Obična američka tuja (lat. Thuja occidentalis, jedna od pet priznatih zimzelenih biljnih vrsta u rodu Thuja, porodica čempresovke (Cupressaceae). U eng. jeziku poznata je pod imenom bijeli cedar (white cedar), a postoje i brojni znanstveni sinonimi za nju.
Obična američka tuja', čije ime znači tuja zapadna, domovina je jugoistočna Kanada. Raširena je od Manitobe na zapadu do Atlantske obale na istoku, i susjednom dijelu SAD-a, oko Velikih jezera. Može narasti do visine od 10 do 20 metara, a tek iznimno do 30 metara visine, tako da djeluje sičušno pokraj njoj srodne vrste T. plicata s Pacifičke obale Kanade i SAD-a, koja izraste do 70 metara visine. Prvi ju je opisao C. Linnaeus 1753.
Obična američka tuja ima ljekovita svojstva. Koristi se za izradu esencijalnih ulja za uklanjanje benignih izraslina na koži kao što su bradavice, Molluscum pendulum, i razčičite druge izrasline na koži lica i tijela. Koristi se i za izradu insekticida, dezinfekcijskiuh stredstava, sapuna i raznih sprejeva.
Veliku ulogu odigrala je i u tradicionalnom životu Ojibwa Indijanaca, u obrtu, graditeljstvu i medicini, a od njezine unutrašnje kore u krizna vremena pravili su i juhe.
Obična američka tuja svojevremeno je klasificirana i rodovima Chamaecyparis, Cupressus, Juniperus i Retinispora.

## Sinonimi
- Chamaecyparis boursieri Carrière
- Cupressus arborvitae O.Targ.Tozz.
- Cupressus nobleana (Beissn.) Lavallée
- Juniperus ericoides Mast.
- Retinispora devriesiana Mast.
- Retinispora dubia Carrière
- Retinispora ellwangeriana Carrière
- Retinispora glaucescens Hochst. ex Beissn.
- Retinispora keteleeri Beissn.
- Retinispora meldensis Carrière
- Retinispora nobleana Beissn.
- Retinispora pygmaea Beissn.
- Retinispora troubetzkoyana auct.
- Thuja bodmeri Beissn.
- Thuja canadensis K.Koch
- Thuja caucasica Gordon
- Thuja compacta Standish ex Gordon
- Thuja devriesiana Carrière
- Thuja ellwangeriana Carrière
- Thuja ericoides Gordon
- Thuja globosa Beissn.
- Thuja hoveyi Gordon
- Thuja minor Carrière
- Thuja nana Carrière
- Thuja obtusa Moench
- Thuja occidentalis var. alba Maxwell ex Gordon
- Thuja occidentalis f. alba (Maxwell ex Gordon) C.K.Schneid.
- Thuja occidentalis var. aurea J.Nelson
- Thuja occidentalis f. aurea (J.Nelson) Beissn.
- Thuja occidentalis var. aureovariegata Henkel & W.Hochst.
- Thuja occidentalis f. aureovariegata (Henkel & W.Hochst.) Beissn.
- Thuja occidentalis var. buchananii Späth
- Thuja occidentalis f. buchananii (Späth) Beissn.
- Thuja occidentalis var. compacta Carrière
- Thuja occidentalis f. compacta (Carrière) Rehder
- Thuja occidentalis var. cristata Carrière
- Thuja occidentalis f. cristata (Carrière) C.K.Schneid.
- Thuja occidentalis var. douglasii Rehder
- Thuja occidentalis var. douglasii-pyramidalis Späth
- Thuja occidentalis f. ellwangeriana (Carrière) Beissn.
- Thuja occidentalis f. ericoides (C.Lawson) Beissn.
- Thuja occidentalis var. fastigiata H.Jaeger
- Thuja occidentalis f. fastigiata (H.Jaeger) Beissn.
- Thuja occidentalis f. filicoides Beissn.
- Thuja occidentalis var. filiformis Beissn.
- Thuja occidentalis f. filiformis (Beissn.) Rehder
- Thuja occidentalis f. gaspensis Vict. & J.Rousseau
- Thuja occidentalis var. globosa Gordon
- Thuja occidentalis f. globosa (Gordon) Beissn.
- Thuja occidentalis var. hoveyi Hoopes
- Thuja occidentalis f. hoveyi (Hoopes) Beissn.
- Thuja occidentalis var. lutea A.H.Kent
- Thuja occidentalis f. lutea (A.H.Kent) C.K.Schneid.
- Thuja occidentalis var. magnifica Beissn.
- Thuja occidentalis f. magnifica (Beissn.) Rehder
- Thuja occidentalis f. mastersii Rehder
- Thuja occidentalis f. occidentalis
- Thuja occidentalis f. ohlendorffii Beissn.
- Thuja occidentalis var. pendula Gordon
- Thuja occidentalis f. pendula (Gordon) Beissn.
- Thuja occidentalis f. pendula-glauca Beissn.
- Thuja occidentalis var. plicata Mast.
- Thuja occidentalis f. prostrata Vict. & J.Rousseau
- Thuja occidentalis f. pumila (Otto) Rehder
- Thuja occidentalis f. riversii Beissn.
- Thuja occidentalis var. robusta Carrière
- Thuja occidentalis f. robusta (Carrière) Rehder
- Thuja occidentalis var. rosenthalii Beissn.
- Thuja occidentalis f. rosenthalii (Beissn.) C.K.Schneid.
- Thuja occidentalis var. sempervirens Rehder
- Thuja occidentalis f. sempervirens (Rehder) Rehder
- Thuja occidentalis var. umbraculifera Beissn.
- Thuja occidentalis f. umbraculifera (Beissn.) C.K.Schneid.
- Thuja occidentalis var. variegata Weston
- Thuja occidentalis f. variegata (Weston) Rehder
- Thuja occidentalis var. variegata-aurea Carrière
- Thuja occidentalis var. vervaeneana Gordon
- Thuja occidentalis f. vervaeneana (Gordon) Beissn.
- Thuja occidentalis f. viridis Beissn.
- Thuja occidentalis f. wareana-lutescens Beissn.
- Thuja occidentalis var. woodwardii Späth
- Thuja occidentalis f. woodwardii (Späth) Rehder
- Thuja odorata Marshall
- Thuja procera Salisb.
- Thuja recurva Beissn.
- Thuja recurvata Beissn.
- Thuja sibirica Gordon
- Thuja sibirica var. pendula (Gordon) J.Nelson
- Thuja tatarica Gordon
- Thuja theophrasti Nieuwl.
- Thuja variegata Marshall
- Thuja vervaeneana Van Geert ex Gordon[1]

## Galerija
- Šuma T.occidentalisa u Wisconsinu, Peninsula State Park, okrug Door
- šuma T.occidentalisa u Peninsula State Park, Wisconsin
- T.occidentalis, listovi
- češeri u lišću
- rupa u drvetu koju je izbušio djetlić
- korjenje T.occidentalisa kod jezera Champlain u New Yorku